# Hieracium lepidulum
Hieracium lepidulum es una especie de planta con flor del género Hieracium, de la familia Asteraceae, orden Asterales.

## Distribución
Hieracium lepidulum se distribuye por Inglaterra, Noruega, Suecia, Francia, Alemania, Suiza, Austria, Italia, Polonia, República Checa, Eslovaquia, Hungría, Bulgaria, Estonia, Letonia y Lituania.

## Taxonomía
Fue descrita científicamente por (Stenstr.) Dahlst.
Tratamiento taxonómico
La especie aparece registrada en una sección de la publicación K. Svensk. Akad. Handl.